# 白加道47號
白加道47號，又名Villa Blanca，是香港一座古老大宅，位於香港島太平山頂白加道47號，現已被列為香港二級歷史建築。
該大宅建於1930年代，1978年由香港工業家黃克競以180萬港元購入。
該大宅具有西班牙式別墅之風格，特色包括其矮身的紅瓦屋頂，以及精緻的粉牆。
該建築己於2016年拆除以興建新大宅。